# Halesus digitatus
Halesus digitatus är en nattsländeart som först beskrevs av Von Paula Schrank 1781.  Halesus digitatus ingår i släktet Halesus och familjen husmasknattsländor. Arten är reproducerande i Sverige. Utöver nominatformen finns också underarten H. d. caucasicus.